# Zusters Augustinessen van Sint-Monica

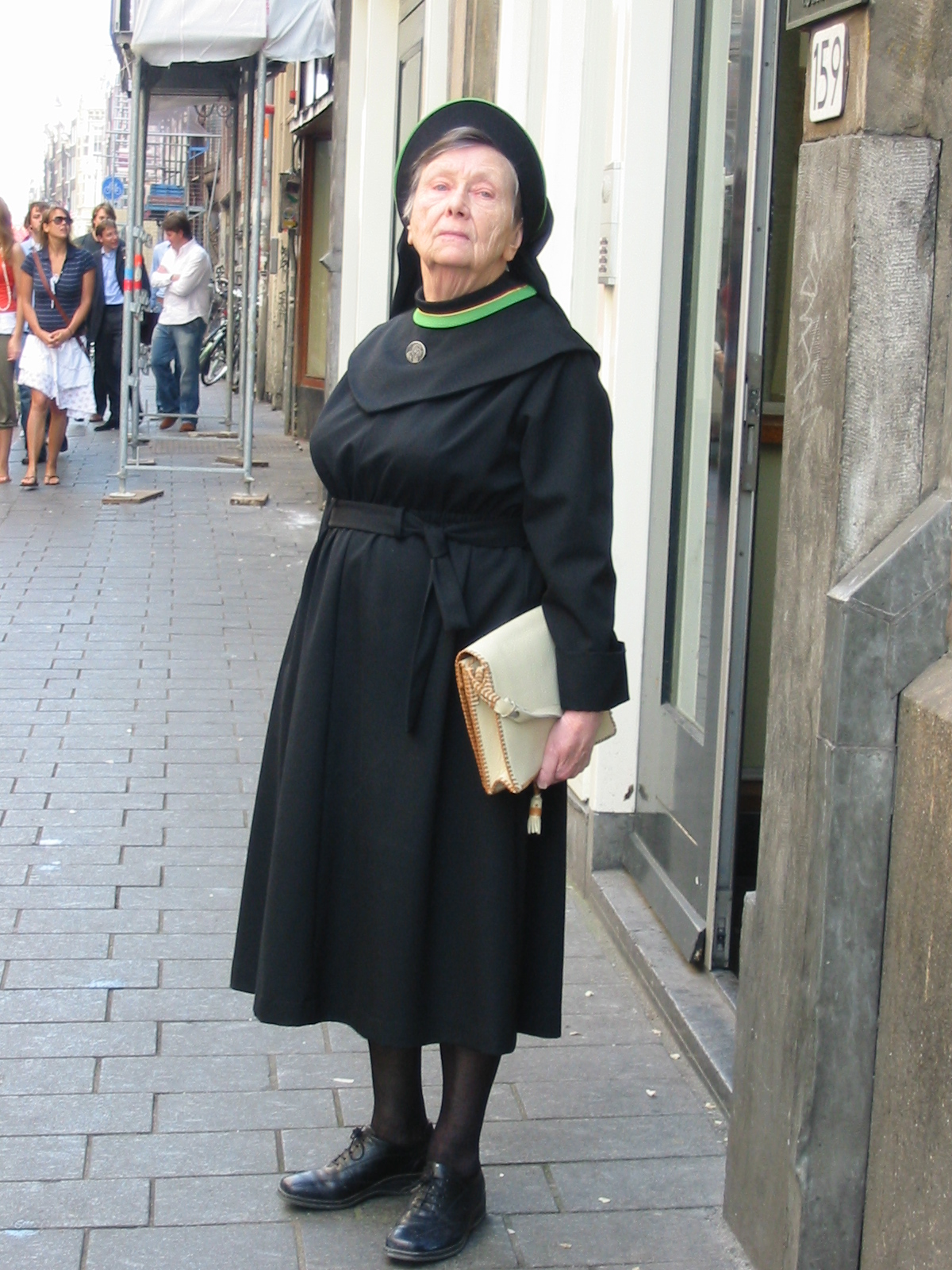
Een zuster augustines van Sint-Monica, in de Warmoesstraat in Amsterdam

De Zusters Augustinessen van Sint-Monica vormen een katholieke congregatie die in 1934 in Utrecht werd gesticht door pater Sebastianus van Nuenen o.s.a. De congregatie legde zich vooral toe op maatschappelijk werk en had tijdens haar hoogtijdagen zes vestigingen. De congregatie is gegrondvest op de derde regel van Augustinus en dankt haar naam aan Augustinus' moeder Sint-Monica.
Het stichten van een vrouwelijke congregatie was een langgekoesterde wens van de jonge pater Sebastianus van Nuenen, die verbonden was aan de Augustinusparochie aan de Oudegracht in Utrecht. In 1934 begon hij met een tiental zusters van wie de meesten elkaar al kenden van het Sint-Franciscus Liefdewerk. Mater Augustina van Reijsen, de eerste Augustines van Sint-Monica, werd de eerste overste van de congregatie. Vanaf het begin zocht de gemeenschap naar een evenwicht tussen contemplatie en activiteit. Als pioniers die niet zo heel veel wisten van het kloosterleven, moesten zij zelf hun Getijden vormgeven. De congregatie legde zich in Utrecht toe op maatschappelijk werk en onderwijs, vooral in Wijk C.

## Meisjesstad
In 1939 openden de zusters samen met Pater van Nuenen een opvangvoorziening voor ongewenst zwangere meisjes en jonge vrouwen onder de naam Meisjesstad. Later legde de voorziening zich ook toe op vrouwen die dakloos waren, of geconfronteerd waren met huiselijk geweld, op zoek waren naar een veilige plek. Later werd een soortgelijke voorziening geopend in Amsterdam. Hier openden de zusters ook een permanente opvang voor dak- en thuislozen. In Hilversum, in het Klooster de Stad Gods, werd een voorziening geopend waar vrouwen tijdelijk konden verblijven om – om welke reden dan ook – nieuwe energie op te doen. Hier onderhielden de zusters ook een aantal kleine vakantiehuisjes (aanvankelijk ook een tweetal door de Nederlandse Spoorwegen geschonken slaaprijtuigen, voor gezinnen die anders niet op vakantie zouden kunnen gaan. Later openden de zusters nog vestigingen in Sittard, Maastricht (Hof van Sint-Monica, 1962-2005) en Arnouville (nabij Parijs).

## Latere geschiedenis
In 2011 telde de congregatie nog ongeveer zeventig zusters. Zij hebben zich uit het actieve leven teruggetrokken.  De door hen gestarte voorzieningen bestaan nog wel en worden voortgezet door professionele organisaties. De zusters woonden aanvankelijk nog in Hilversum en Utrecht, terwijl een deel van de congregatie verbleef in Someren, in een speciaal verzorgingstehuis voor religieuzen. Op het terrein van het klooster te Hilversum zijn de zusters begonnen met een nieuw initiatief: Casella. Het project is bedoeld om – samen met jonge niet-kloosterlingen – te zoeken naar nieuwe vormen van gemeenschapsleven.
Het klooster in Hilversum werd in mei 2014 gesloten, de 12 overgebleven zusters verhuisden naar Utrecht. Het gebouw en het terrein werden overgedragen aan het Goois Natuurreservaat.
De supermarktketen Dirk kondigde in september 2015 aan een supermarkt te openen in het voormalige klooster in de Warmoesstraat in Amsterdam.

## Kledij
De zusters dragen in de zomermaanden witte habijten en in de wintermaanden zwarte. Beide habijten hebben rond de hals een groene bies. Onder de bies dragen de zusters een zilveren broche waarop de Madonna en Kind staan afgebeeld. Tot ongeveer 2000 droegen de zusters als koorkledij een lang zwart habijt, met daarover een witte mantel en daarboven een paarse, lange sluier. Daarna werd het zich voortdurend omkleden voor de inmiddels overwegend bejaarde augustinessen te vermoeiend geacht. Om dezelfde reden werd de gewoonte om bij het eer aan de vader, enz. te buigen afgeschaft. De zusters buigen nu enkel nog voor aanvang van het getijdengebed voor het Allerheiligste, terwijl tijdens de gebedsbijeenkomsten op de voorgeschreven plaatsen enkel nog die zusters gaan staan, die daartoe in staat zijn.